# Tamirlan Kosubajew

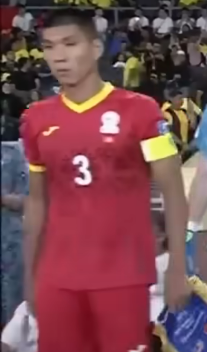
Kosubajew (2023)

Tamirlan Omuralijewitsch Kosubajew (kirgisisch Тамирлан Омуралиевич Козубаев; * 1. Juli 1994, in Bischkek, Kirgisistan) ist ein kirgisischer Fußballspieler.

## Karriere

### Verein
Seine Karriere begann er 2011 in seiner Heimat beim FK Dordoi Bischkek. Ein Jahr später ging er weiter zum FC Ala-Too Naryn. 2014 wechselt er nach Europa und unterzeichnete einen Vertrag beim litauischen Klub FK Šiauliai. 2015 folgt die Rückkehr in seine Heimat. Er wechselte zu Alga Bishkek. Im selben Jahr folgt erneut ein Wechsel nach Litauen, aber diesmal zum FK Granitas. Am 20. Januar 2016 gab der serbische Erstligist FK Novi Pazar die Verpflichtung von Tamirlan Kosubajew bekannt. Der Wechsel scheiterte allerdings, sodass der Vertrag aufgelöst wurde. Später gab der FK Jagodina bekannt, dass sie Kosubajew unter Vertrag genommen haben. Bei Jagodina absolvierte kein Pflichtspiel, sodass er den Klub nach nur einem halben Jahr ohne Einsatz verließ. 2016 kehrte er zu seinem Jugendverein Dordoi Bischkek zurück und spielte dort drei Jahre lang. Dann ging er weiter zu PKNS FC nach Malaysia und 2020 spielte er für den indonesischen Verein Persita Tangerang. Es folgten weitete Stationen bei Schinnik Jaroslawl, FK Turan und seit 2022 steht er bei Eastern AA in der Hong Kong Premier League unter Vertrag.

### Nationalmannschaft
Von 2013 bis 2016 spielte Kosubajew für die U21-Nationalmannschaft Kirgistans und war auch Kapitän der Auswahl. Am 11. Juni 2015 wurde er das erste Mal für die Kirsisische A-Nationalmannschaft nominiert, aber blieb ohne Einsatz. Sein Debüt gab er dann vier Monate später im Oktober beim 2:0-Sieg in der Qualifikation für die Fußball-Weltmeisterschaft 2018 gegen Bangladesch. Im August 2018 absolvierte er außerdem noch drei Spiele für die U-23-Auswahl bei den Asienspielen in Indonesien. Dort schied die Mannschaft schon in der Gruppenphase als Tabellenletzter vorzeitig aus.

## Erfolge
FK Dordoi Bischkek
- Kirgisischer Meister: 2011, 2018
- Kirgisischer Pokalsieger: 2018